# Преда, Кристиан
Кристиан Преда (рум. Cristian Preda; 26 октября 1966, Бухарест, Социалистическая Республика Румыния) — румынский политик, политолог и публицист, депутат Европейского парламента (с 2009 года).

## Биография
В 1991 году окончил факультет философии Бухарестского университета. Он получил образование в Сорбонне (DEA по истории философии). Продолжил обучение, проходя повышение квалификации в Правительстве Франции, программе Эразмус, Agence universitaire de la Francophonie и Колледже Новой Европы. В 1998 году он с отличием получил звание доктора политологии в Высшей школе социальных наук (Париж, Франция).
Профессионально связан с Бухарестским университетом, где он работает профессором. Опубликовал несколько книг по румынской политике, избирательной системе в Румынии и истории либерализма.
В 1999—2000 годах был советником президента Эмиля Константинеску. С 2001 года связан с Международной организацией франкоязычных стран. В 2005 году — младший министр по вопросам франкоязычных стран в Министерстве иностранных дел Румынии, а также консультант администрации президента. В 2007 году он был советником Траяна Бэсеску по вопросам образования и науки.
На выборах в 2009 году по списку Демократической либеральной партии (PDL) получил мандат депутата Европейского парламента. Относится к Европейской народной партии, был также членом комитета по иностранным делам. После раскола в PDL вступил в Народное движение (PMP). В 2014 переизбрался в Европарламент.